# Eddie Collins (attore)
Edward Bernard Collins, detto Eddie (Atlantic City, 30 gennaio 1883 – Arcadia, 2 settembre 1940), è stato un attore statunitense.

## Biografia
Svolse la carriera di attore solo per cinque anni a causa della morte avvenuta a 57 anni per un arresto cardiaco.
È noto per aver doppiato Cucciolo in Biancaneve e i sette nani.
Nel film fa soprattutto smorfie e versi poiché il suo personaggio è muto.

## Filmografia parziale

### Attore
- Sally, Irene and Mary di William A. Seiter (1938)
- La grande strada bianca (Alexander's Ragtime Band), regia di Henry King (1938)
- Charlie Chan a Honolulu (Charlie Chan in Honolulu), regia di H. Bruce Humberstone (1938)
- Alba di gloria (Young Mr. Lincoln), regia di John Ford (1939)
- Charlie Chan a Reno (Charlie Chan in Reno), regia di Norman Foster (1939)

### Doppiatore
- Biancaneve e i sette nani (1937)